# جنگ بکجه–تانگ
جنگ بکجه–تانگ (هانگول:백제-당전쟁)، (چینی سنتی:百濟唐戰爭)؛ جنگی میان بکجه و نیروهای متحد تانگ و شیلا بین سال‌های ۶۶۰ تا ۶۶۳ میلادی بود.